# Bourouwal
Bourouwal es una localidad de la prefectura de Télimélé en la región de Kindia, Guinea, con una población censada en marzo de 2014 de 25 410 habitantes.
Se encuentra ubicada al oeste del país, cerca de la costa del océano Atlántico y de la frontera con Sierra Leona.